# 2017年臺灣鐵路產業工會依法休假事件
2017年臺灣鐵路產業工會依法休假事件，是臺灣鐵路產業工會為了爭取員工勞工休假權、抗議違法排班方式等而於2017年春節期間舉行的工會抗陳會務活動。依法休假的「法」為勞動基準法。抗陳活動自2017年1月27日至同年2月1日，活動主要內容為抗議員工請特休未至臺灣鐵路管理局運務部門服勤。
因抗陳活動期間正值台灣春節重要疏運，引起各媒體矚目，而台鐵面對此活動，則以調班、記過懲處應對。經過各項行政程序後，至2017年11月止，各相關團體或單位並無任何實質檢討作業，僅參加員工201名受記大過懲處。

## 活動發起者
活動發起者為2016年8月依工會法成立的臺灣鐵路產業工會，為台鐵現有工會之一。產業工會主要會員為台鐵票務、運務人員，該工會主要訴求為改善臺灣鐵路產業基層勞工的勞動條件，並以關注勞動環境、宣導勞動條件及徹底從國營事業做起翻轉台灣勞動環境。其先期成員以臺鐵運務人員為主（包含鐵路車站人員與列車組員），人數約2,000人，首任理事長為臺鐵臺北車站員工王傑。

## 行動過程
2016年11月17日，鐵產會號召約80位會員前往臺鐵局局長室抗議，要求局長鹿潔身對人力、休假與加班費議題給出具體承諾；但鹿潔身不在局本部，副局長何獻霖無法給出具體承諾。鐵產會宣布，該會成立數月以來屢遭法務部調查局騷擾，甚至數日前有調查局幹員到臺鐵宜蘭車站辦公室直接敲門詢問勞工是否會參與本日的抗爭，這樣的騷擾已經嚴重阻礙該會正當行使爭議權（鐵產會尚無協商權），所以該會直接遊行至中華民國總統府向時任中華民國總統兼民主進步黨主席蔡英文抗議。抵達總統府正門，鐵產會抨擊，蔡英文政府是臺鐵勞工的最大僱主，不但「連鐵路局長都管不好」，還放任調查局騷擾該會；時任總統府公共關係室專員林偵佑出面接受鐵產會陳情，但無法承諾透過總統府建立該會與臺鐵局長之間的溝通管道，未接受陳情書即退回總統府內。桃園市空服員職業工會顧問鄭雅菱說，蔡英文政府各部門分別承擔基層勞工的血汗勞動條件，蔡英文應概括承擔責任。
2016年11月29日，2016工鬥連線、鐵產會與復興航空企業工會到中華民國立法院前抗議，現場演起行動劇諷刺：總統兼民進黨主席蔡英文成天在新聞媒體上說好話，但實際推動蔡英文政府勞動政策的人是民進黨立法院黨團總召集人柯建銘，讓民眾搞不清楚是「蔡政府」還是「柯政府」在執政，讓「點亮台灣」變成「砍七天假、圖利財團」。
2017年1月24日，鐵產會向臺灣臺北地方法院檢察署告發，臺鐵用曠職、考績、免職等威脅員工不得加入鐵產會發動的春節期間「依法休假」，構成《勞動基準法》第5條所禁止的強迫勞動。
2017年1月27日，鐵產會在臺鐵臺北車站、彰化車站及高雄車站舉行誓師，發動春節期間依法休假，向時任中華民國行政院院長林全喊話「運輸業的天職不應建立在剝削勞工的血汗上」，並提出三項訴求：㈠臺鐵人力補足3,000人以上；㈡臺鐵應安排有充足休息、符合人性的班表；㈢休息日與例假日必須是完整的曆日（00:00－24:00）。同日，臺鐵寄出曠職通知單給休假員工，指休假員工「未完成請假手續，不依班表出勤」，擅自不上班，違反臺鐵工作規則第65條，將以曠職論。律師兼鐵產會顧問蔡晴羽說，依法休假是經鐵產會會員大會通過的合法活動，臺鐵祭出曠職處分是打壓工會。王傑說，根據《勞動基準法》，勞工在國定假日依法休假不需額外請假。鐵產會理事王俊翔說，臺鐵長期漠視員工的休假訴求，不願意補足人力，又不願意在一例一休法案通過之後調高員工加班費，態度強硬，令員工只能持續抗爭。

## 外部鏈結
- 臺灣鐵路產業工會（页面存档备份，存于）
- 2017年臺灣鐵路產業工會依法休假事件的Facebook專頁